# Renato Aragão
Antônio Renato Aragão OMC (Sobral, 13 de janeiro de 1935) é um ator, comediante, roteirista, apresentador de televisão e filantropo brasileiro. Considerado um dos maiores comediantes da TV brasileira, tornou-se célebre pelo personagem Didi, com o qual liderou o grupo humorístico Os Trapalhões, entre as décadas de 1960 e 1990. 
Formado em direito pela Faculdade de Direito do Ceará da Universidade Federal do Ceará em 1961, iniciou sua carreira na TV Ceará na década de 1960, viajando posteriormente para o sul, onde trabalhou em vários programas nas mais variadas emissoras, como TV Excelsior, Record e TV Tupi. Nesta época, criou o personagem Didi Mocó, com o qual estrelou uma série de humorísticos, como Os Adoráveis Trapalhões e Os Insociáveis. Em 1974, retornou a Tupi, desta vez ao lado dos amigos Dedé Santana, Mussum e Zacarias, com qual formou o quarteto humorístico Os Trapalhões, que posteriormente transferiram-se para a TV Globo, tornando-se um sucesso de público e audiência por três décadas consecutivas. Ao mesmo tempo, Aragão construiu uma sólida carreira no cinema, tendo atuado, escrito e produzido mais de 40 filmes, tanto em carreira solo, como em produções dos Trapalhões, ambos sucessos de bilheteria, sendo que sete filmes do grupo estão na lista dos "dez mais vistos na história do cinema brasileiro".
Após o fim definitivo dos Trapalhões em 1995, Aragão permaneceu em carreira solo, participando de vários programas e estrelando filmes. Em 1998, criou um novo programa, A Turma do Didi, que permaneceu no ar até 2010, tendo sido substituído por um derivado, Aventuras do Didi, cujo término ocorreu em 2013. Após o fim do contrato com a Globo em 2020, Aragão permaneceu ativo, principalmente nas redes sociais, onde passou a  compartilhar registros de seu dia no aplicativo Instagram com os fãs.

## Biografia
Nascido no interior do Ceará em 13 de janeiro de 1935, bacharel em Direito e filho do escritor sobralense Paulo Ximenes Aragão (1897-1979) e da professora Dinorá Lins (1894-1977). Em 1955, tornou-se oficial do Exército (segundo-tenente de infantaria), formado pelo Centro de Preparação de Oficiais da Reserva (CPOR). Ainda estudante de Direito, em 5 de setembro de 1958, enquanto voltava de Recife para Fortaleza, Renato era um dos passageiros a bordo do avião Curtiss C-46 Commando, prefixo PP-LDX, do Lóide Aéreo Nacional, que caiu na região do Serrotão, próximo ao Aeroporto Presidente João Suassuna, em Campina Grande (PB). Ele e um amigo sobreviveram ajudando outros sobreviventes até a chegada dos socorristas, que abriram caminho na mata com facões para chegar ao local da queda. Renato e o amigo andaram até uma cidade próxima onde souberam que haviam sido dados como mortos, pelo rádio. A muito custo, conseguiram voltar para Fortaleza. Anos depois, formou-se em Direito, na Faculdade de Direito do Ceará, em 1961.
Renato Aragão é primo do ator e diretor Paulo Leão.

## Carreira

Renato Aragão em cena do filme Bonga, o Vagabundo, de 1969

Aos 24 anos, inscreveu-se num concurso da TV Ceará para trabalhar como "realizador" - uma espécie de diretor, redator e produtor de programas. Ele venceu, demonstrando seu talento e em pouco tempo já trabalhava como ator. O primeiro programa de televisão de que participou foi Vídeo Alegre. Em 1964, Renato mudou-se para o Rio de Janeiro a fim de estudar direção de programas e logo foi contratado pela TV Tupi de São Paulo para trabalhar no humorístico A, E, I, O...URCA. A mudança para a TV Excelsior em 1966, lhe proporcionou a oportunidade de criar um humorístico próprio; nascia então Os Adoráveis Trapalhões, em que contracenava com Wanderley Cardoso, Ivon Curi e Ted Boy Marino.
Apesar de ter participado de muitos outros programas humorísticos, Aragão nunca se esqueceria da fórmula utilizada em Adoráveis Trapalhões, e finalmente conseguiria consagrá-la em 1974, ao estrear Os Trapalhões, já regresso à TV Tupi, ao lado de Dedé Santana, Mussum e Zacarias). Renato Aragão atuou em diversos filmes, tendo alguns recebido premiações estrangeiras, como Os Vagabundos Trapalhões e O Cangaceiro Trapalhão, no Festival Internacional de Cinema para a Infância e Juventude (Portugal), em 1984, e Os Trapalhões e a Árvore da Juventude, no III Festival de Cine Infantil de Ciudad Guayana (Venezuela), em 1993. Entre outras grandes personalidades, Renato Aragão atuou com Pelé em 1986 no filme Os Trapalhões e o Rei do Futebol, quando gravou cenas em um Maracanã lotado antes de uma partida de seu clube de coração, o Vasco da Gama. Fundou, em 1977, a Renato Aragão Produções Artísticas Ltda., responsável pela produção de filmes, programas de televisão, vídeos e shows, dentre outros. Recebeu, em 1980, o título de Cidadão do Estado do Rio de Janeiro e, em 1982, o título de Personalidade Ilustre do Estado do Rio de Janeiro, ambos concedidos pela Câmara Municipal do Rio de Janeiro. Em 1991, tornou-se representante especial do UNICEF e embaixador do mesmo órgão, em prol da infância brasileira. Foi condecorado chanceler da Ordem do Rio Branco, título concedido pelo Ministério das Relações Exteriores (MRE), em 1994. Nesse mesmo ano, foi agraciado com a admissão na Ordem Nacional do Mérito Educativo, no grau de oficial, por indicação do Ministério da Educação e do Desporto. Ainda em 1994, Renato Aragão estreou um programa em Portugal, a convite da emissora portuguesa SIC, com a participação dos atores Dedé Santana e Roberto Guilherme, além de vários artistas portugueses. Em 1995, recebeu o título de Cidadão Paulistano, concedido pela Câmara Municipal de São Paulo. O grupo "Os Trapalhões" entrou para o Guinness Book, o livro dos recordes, em 1997, como o humorístico brasileiro que permaneceu por mais tempo em exibição na TV.

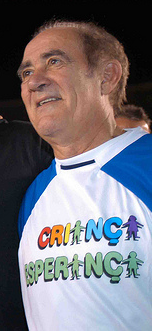
Renato Aragão no Criança Esperança (2005)

Renato ficou afastado da TV depois da morte de seus companheiros Zacarias e Mussum (sem esquecer o querido Tião Macalé). Em 1998, estreou um programa inédito, com formato diferente, A Turma do Didi. No ano 2000, festejou seus 40 anos de carreira. Em 2002, sua empresa Renato Aragão Produções Artísticas Ltda comemorou 25 anos de sucesso. Nesse mesmo ano, Renato lançou o livro Meus Caminhos. Em 2004, os personagens Didi e Dedé, interpretados por Renato Aragão e Dedé Santana, se reconciliaram no programa Criança Esperança, ao som da canção "No Mundo da Lua", de Michael Sullivan e Paulo Massadas. Em 2011, foi homenageado pela escola de samba paulista X-9 Paulistana. O enredo foi: "De eterna criança a embaixador da esperança... Renato Aragão, Didi Trapalhão!".
No dia 30 de junho de 2020, a TV Globo comunicou a Renato Aragão a não renovação do seu contrato, se desligando assim da emissora após 44 anos de vínculo empregatício.

## Vida pessoal

### Casamentos
Aragão foi casado com a cearense Marta Rangel entre 1959 a 1991, com quem teve quatro filhos: Paulo Aragão Neto (n. 1960), Ricardo "Caxa" Aragão (n. 1962), Renato Aragão Jr. (n. 1968), e Juliana Rangel Aragão adotada em 1977. Após divorciarem-se, Aragão assumiu um relacionamento com a fotógrafa e empresária Lílian Taranto, trinta e três anos mais nova que ele, com quem teve uma única filha, a atriz Lívian "Lili" Aragão (n. 1999).

### Saúde
Em 15 de março de 2014, durante a festa de aniversário de 15 anos de sua filha Lívian, Renato sofreu um infarto agudo do miocárdio. O humorista passou por uma angioplastia e seguiu internado por quatro dias na Unidade Coronariana, tendo alta no dia 19 de março. No dia 22 de março, às 16h, Aragão voltou a ser internado no Hospital Barra d’Or, na Barra da Tijuca, Zona Oeste do Rio, quando foi diagnosticado com uma infecção urinária.

### Crenças religiosas
Dois episódios marcantes evidenciaram seu lado religioso: ele escalou o Cristo Redentor, no Rio de Janeiro, para beijar a mão da estátua, um sonho que realizou no programa comemorativo de 25 anos, exibido no dia 27 de agosto de 1991, da formação dos Trapalhões, e fez uma caminhada de São Paulo a Aparecida, levando uma imagem de Nossa Senhora Aparecida, para pagar uma promessa feita à santa, dias antes da exibição do projeto Criança Esperança de julho de 1999.

## Projetos sociais
O Criança Esperança é uma maratona televisiva da TV Globo, criada em 1986, onde Renato Aragão apresenta um show tradicional e anual ao vivo para todo o Brasil e para o mundo inteiro, com todo o elenco da Globo e artistas diversificados. O programa tem inserção dos profissionais de jornalismo, esporte e entretenimento da Globo. O programa é um projeto da TV Globo em parceria com a UNESCO, antes UNICEF.

## Didi Mocó
Didi Mocó é o personagem de maior sucesso interpretado por Renato Aragão. O personagem é tão famoso que Renato Aragão é mais conhecido pelo nome Didi do que pelo seu próprio nome. O nome completo do personagem é Didi Mocó Sonrisal Colesterol Novalgino Mufumbo (ou "Didi Mocó Sonrisépio Colesterol Novalgino Mufumbo" e por vezes, Didi, ao mencionar seu nome completo, alertava que o nome Mufumbbo se escrevia "com dois bês" e o nome Mocó, com dois acentos no "o"). Renato conta que o nome Didi Mocó foi criado de improviso em um programa de auditório Didi foi interpretado por Renato Aragão não só apenas no programa televisivo da Globo, Os Trapalhões, onde foi o líder do quarteto e um dos Trapalhões mais engraçados, mas também em vários filmes do grupo, nos programas A Turma do Didi, Zorra Total (primeira temporada), Aventuras do Didi, Acampamento de Férias, Criança Esperança e nos programas Especiais da TV Globo.

## Controvérsias

### "Doutor Renato"
Tornou-se amplamente conhecida na internet um ocorrido no qual Aragão teria demitido um funcionário por chamá-lo de "Seu Didi", alegando que o tal deveria se referir a ele como "Dr. Renato". O rumor, que possui várias versões diferentes, teria se originado na década de 2000, porém ganhado forças no ano de 2012 quando foi publicado pela jornalista Fabíola Reipert. O fato repercutiu e tornou-se uma espécie de lenda urbana nas mídias sociais, prejudicando a imagem do humorista, que em entrevistas negou o rumor, alegando que a história era caluniosa e sensacionalista.

### Filme polêmico
Em 2012, foi noticiado que um novo filme de Renato Aragão estava em desenvolvimento. A produção se chamaria O Segundo Filho de Deus e traria o personagem Didi como um enviado dos céus para cumprir a missão de Jesus. A história causou polêmica, principalmente entre grupos evangélicos que acusaram Renato Aragão de heresia. O título chegou a ser alterado para O Segredo da Luz, mas o projeto acabou cancelado.

### Notícias falsas
O nome de Renato Aragão vem sendo alvo de diversas notícias falsas, também conhecidas como fake news, nos últimos anos. Em 2019, foi noticiado que Aragão tratava mal seus funcionários, exigindo ser chamado de "Seu Renato" e os obrigando a levarem as próprias refeições de casa. Através do Instagram, o humorista veio a público desmentir o ocorrido e alegou que iria entrar com um processo contra os responsáveis.
Em 2024, um perfil do TikTok começou a espalhar notícias falsas sobre o estado de saúde de Renato Aragão. Logo, alguns portais começaram a repostar tais notícias, que afirmavam que o humorista estaria sofrendo da doença de Alzheimer e não reconhecia mais a família. As mesmas matérias afirmavam que sua família teriam o internado num asilo devido ao seu estado de saúde. Outras informações alegavam que Aragão havia morrido. Novamente, o humorista e sua família vieram a público através das redes sociais para esclarecer as tais mentiras.

## Filmografia

### Televisão

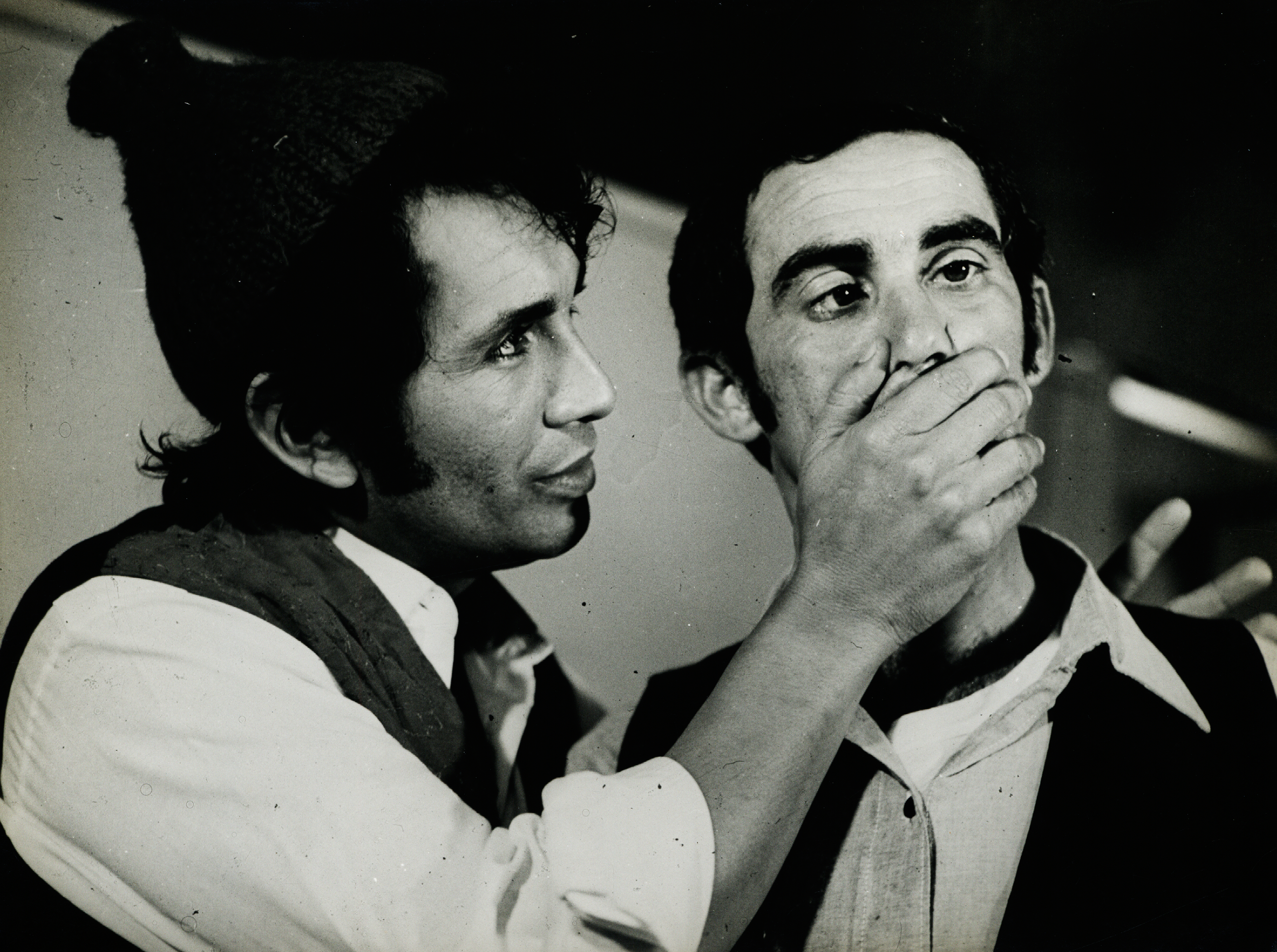
Renato Aragão e Dedé Santana em cena no filme Ali Babá e os Quarenta Ladrões (1972)

| Ano       | Obra                                      | Personagem / Função            | Emissora              | Nota(s)                           |
| --------- | ----------------------------------------- | ------------------------------ | --------------------- | --------------------------------- |
| 1960–63   | Vídeo Alegre                              | Didi Mocó / Vários personagens | TV Ceará              |                                   |
| 1964      | Manda Brasa                               |                                | TV Tupi               |                                   |
| 1964–65   | Didi e Dedé                               | Didi Mocó                      | TV Excelsior          |                                   |
| 1964–65   | A, E, I, O...Urca                         | Vários personagens             | TV Tupi               |                                   |
| 1965–66   | Os Legionários                            |                                | TV Excelsior          |                                   |
| 1965–66   | A Cidade Se Diverte                       |                                | TV Excelsior          |                                   |
| 1966–68   | Os Adoráveis Trapalhões                   | Didi                           | TV Excelsior          |                                   |
| 1968–69   | Quartel do Barulho                        | Soldado 49                     | Record                |                                   |
| 1969      | Uma Graça, Mora?                          |                                | Record                |                                   |
| 1969–1970 | Praça da Alegria                          | Didi                           | Record                |                                   |
| 1971–73   | Os Insociáveis                            | Didi                           | Record                |                                   |
| 1973–76   | Os Trapalhões                             | Didi Mocó / Vários personagens | TV Tupi               |                                   |
| 1977–95   | Os Trapalhões                             | Didi Mocó / Vários personagens | TV Globo              |                                   |
| 1985      | Armação Ilimitada                         | Enfermeiro                     | TV Globo              | Episódio: "Nas Malhas da Rede"    |
| 1986–2012 | Criança Esperança                         | Apresentador                   | TV Globo              |                                   |
| 1987      | Viva o Gordo                              | Didi                           | TV Globo              | Episódio: "7 de julho"            |
| 1990      | Escolinha do Professor Raimundo           | Carmindo "Carminho" Brother    | TV Globo              | Participação especial             |
| 1991      | O Dono do Mundo                           | Ele mesmo                      | TV Globo              | Episódio: "27 de julho"           |
| 1994      | Escolinha do Professor Raimundo           | Ele mesmo                      | TV Globo              | Participação especial             |
| 1995–1998 | Os Trapalhões em Portugal                 | Didi Mocó / Vários personagens | SIC                   |                                   |
| 1996      | Visita de Natal                           | Didi                           | TV Globo              | Especial de fim de ano            |
| 1997–98   | Renato Aragão Especial                    | Vários personagens             | TV Globo              |                                   |
| 1998–2010 | A Turma do Didi                           | Didi Mocó / Vários personagens | TV Globo              |                                   |
| 1999–2000 | Zorra Total                               | Didi Mocó                      | TV Globo              | Participações                     |
| 2007      | O Segredo da Princesa Lili                | Didi Mocó                      | TV Globo              | Especial de fim de ano            |
| 2008      | Poeira em Alto Mar                        | Didi Mocó                      | TV Globo              |                                   |
| 2009      | Deu a Louca no Tempo                      | Didi Mocó                      | TV Globo              |                                   |
| 2009      | Acampamento de Férias                     | Didi Mocó                      | TV Globo              |                                   |
| 2009      | Uma Noite no Castelo                      | Didi Mocó                      | TV Globo              | Especial de fim de ano            |
| 2010      | A Princesa e o Vagabundo                  | Didi Mocó                      | TV Globo              | Especial de fim de ano            |
| 2010–13   | Aventuras do Didi                         | Didi Mocó / Vários personagens | TV Globo              |                                   |
| 2011      | Acampamento de Férias 2: A Árvore da Vida | Didi Mocó                      | TV Globo              |                                   |
| 2012      | Acampamento de Férias 3                   | Didi Mocó                      | TV Globo              |                                   |
| 2013      | Vídeo Show                                | Ele mesmo                      | TV Globo              | Quadro: "Trapashow"               |
| 2013      | Divertics                                 | Ele mesmo                      | TV Globo              | Episódio: "8 de dezembro"         |
| 2013      | Didi, o Peregrino                         | Didi Mocó                      | TV Globo              | Telefilme                         |
| 2014      | Didi e o Segredo dos Anjos                | Didi Mocó                      | TV Globo              | Telefilme                         |
| 2017      | Os Trapalhões                             | Didi Mocó                      | Canal Viva / TV Globo |                                   |
| 2018      | Tá no Ar: A TV na TV                      | Ele mesmo                      | TV Globo              | Episódio: "18 de abril"           |
| 2023      | Xuxa, o Documentário                      | Ele mesmo                      | Globoplay             | Episódio: "O Mundo a Seus Pés"    |
| 2024      | Um Beijo do Gordo                         | Ele mesmo                      | Globoplay             | Série Documental                  |
| 2024      | Divina Christina                          | Ele mesmo                      | +SBT                  | Série Documental                  |
| 2024      | Domingão com Huck                         | Ele mesmo                      | Globo                 | Quadro "Linha do Tempo"           |
| 2024      | Teleton                                   | Ele mesmo                      | SBT                   | Episódio: "9 de novembro"         |
| 2025      | Tributo                                   | Ele mesmo                      | TV Globo              | Episódio: "Renato Aragão"         |
| 2025      | Show 60 Anos                              | Didi Mocó                      | TV Globo              | Homenagem aos 60 anos da TV Globo |

### Cinema
| Ano  | Título                                       | Personagem                 | Nota           |
| ---- | -------------------------------------------- | -------------------------- | -------------- |
| 1965 | A Pedra do Tesouro                           | Didi                       | Curta-metragem |
| 1966 | Na Onda do Iê-Iê-Iê                          | Didi                       |                |
| 1967 | Adorável Trapalhão                           | Epitácio                   |                |
| 1968 | Dois na Lona                                 | Renato                     |                |
| 1969 | Bonga, o Vagabundo                           | Bonga                      |                |
| 1970 | A Ilha dos Paqueras                          | Didi                       |                |
| 1972 | Ali Babá e os Quarenta Ladrões               | Ali Babá                   |                |
| 1973 | Aladim e a Lâmpada Maravilhosa               | Aladim                     |                |
| 1973 | Robin Hood, o Trapalhão da Floresta          | Zé Grilo                   |                |
| 1974 | O Trapalhão na Ilha do Tesouro               | Zé Cação                   |                |
| 1975 | Simbad, O Marujo Trapalhão                   | Kiko                       |                |
| 1976 | O Trapalhão no Planalto dos Macacos          | Conde                      |                |
| 1977 | O Trapalhão nas Minas do Rei Salomão         | Pilo                       |                |
| 1978 | Os Trapalhões na Guerra dos Planetas         | Didi                       |                |
| 1979 | O Cinderelo Trapalhão                        | Cinderelo                  |                |
| 1979 | O Rei e os Trapalhões                        | Abdul                      |                |
| 1980 | Os Três Mosqueteiros Trapalhões              | Zé Galinha                 |                |
| 1981 | O Incrível Monstro Trapalhão                 | Dr. Jegue                  |                |
| 1981 | O Mundo Mágico dos Trapalhões                | Ele mesmo                  | Documentário   |
| 1981 | Os Saltimbancos Trapalhões                   | Didi                       |                |
| 1982 | Os Vagabundos Trapalhões                     | Bonga                      |                |
| 1982 | Os Trapalhões na Serra Pelada                | Curió                      |                |
| 1983 | O Cangaceiro Trapalhão                       | Severino do Quixadá        |                |
| 1983 | O Trapalhão na Arca de Noé                   | Duda                       |                |
| 1984 | Os Trapalhões e o Mágico de Oróz             | Didi                       |                |
| 1984 | A Filha dos Trapalhões                       | Didi                       |                |
| 1985 | Os Trapalhões no Reino da Fantasia           | Didi                       |                |
| 1986 | Os Trapalhões e o Rei do Futebol             | Cardeal                    |                |
| 1986 | Os Trapalhões no Rabo do Cometa              | Didi                       |                |
| 1987 | Os Trapalhões no Auto da Compadecida         | João Grilo                 |                |
| 1987 | Os Fantasmas Trapalhões                      | Didi                       |                |
| 1988 | Os Heróis Trapalhões - Uma Aventura na Selva | Didi                       |                |
| 1988 | O Casamento dos Trapalhões                   | Didi                       |                |
| 1989 | Os Trapalhões na Terra dos Monstros          | Didi                       |                |
| 1989 | A Princesa Xuxa e os Trapalhões              | Diron / Cavaleiro Sem Nome |                |
| 1990 | O Mistério de Robin Hood                     | Didi                       |                |
| 1990 | Uma Escola Atrapalhada                       | Didi                       |                |
| 1991 | Os Trapalhões e a Árvore da Juventude        | Didi                       |                |
| 1997 | O Noviço Rebelde                             | Didi                       |                |
| 1998 | Simão, o Fantasma Trapalhão                  | Didi                       |                |
| 1999 | O Trapalhão e a Luz Azul                     | Didi                       |                |
| 2000 | Um Anjo Trapalhão                            | Didi                       |                |
| 2003 | Didi, O Cupido Trapalhão                     | Didi                       |                |
| 2004 | Didi Quer Ser Criança                        | Didi                       |                |
| 2006 | Didi, O Caçador de Tesouros                  | Didi                       |                |
| 2006 | O Cavaleiro Didi e a Princesa Lili           | Didi                       |                |
| 2008 | O Guerreiro Didi e a Ninja Lili              | Didi                       |                |
| 2017 | Os Saltimbancos Trapalhões: Rumo a Hollywood | Didi                       |                |
| 2024 | Príncipe Lu e a Lenda do Dragão              | Mestre dos Mestres         |                |

### Rádio
- A Turma da Maré Mansa (Rádio Globo)

## Discografia

### Solo
CD
- 2000 - Didi & Sua Turma

Single
- 2024 - Amizade Animal, com Ferrugem[42]

## Teatro
- 1965 - A Casa 2[carece de fontes?]
- 2014–15 - Os Saltimbancos Trapalhões - O Musical[43][44]
- 2024 - O Adorável Trapalhão[45]

## Prêmios
| Ano  | Prêmio                                | Categoria           | Trabalho                 | Resultado |
| ---- | ------------------------------------- | ------------------- | ------------------------ | --------- |
| 1982 | Troféu Imprensa                       | Melhor Comediante   | Os Trapalhões            | Venceu    |
| 2001 | Grande Prêmio do Cinema Brasileiro    | Melhor Ator         | O Trapalhão e a Luz Azul | Indicado  |
| 2008 | Grande Prêmio do Cinema Brasileiro    | Troféu Honorário    | Troféu Honorário         | Venceu    |
| 2008 | Festival de Gramado (Kikito especial) | Conjunto da obra    | Conjunto da obra         | Venceu    |
| 2022 | Prêmio iBest                          | Influenciador Ceará | Influenciador Ceará      | Venceu    |
| 2023 | Prêmio iBest                          | Influenciador Ceará | Influenciador Ceará      | Venceu    |